# Леррах
Леррах (нім. Lörrach) — місто в Німеччині, центр району Леррах у федеральній землі Баден-Вюртемберг. Розташоване у долині річки Візе, поблизу кордону з Францією та Швейцарією.

## Історія
Перша згадка про поселення Леррах датується 1102 роком. За цим роком воно згадується в грамоті монастиря Святого Албана у місті Базель.
Року 1682 поселення отримало статус міста.
Після ери Наполеону, місто було включено у Велике герцогство Баден. 21 вересня 1848 року, у період революцій 1848–1849 років, Густав Струве зробив спробу розпочати революційне повстання у місті. Спроба була невдалою, і Струве був ув'язнений. Але Леррах на один день офіційно став столицею Німеччини.
В середині XIX століття місто стало потужним промисловим центром де розташовувалися паперові, цегельні, машинобудівні, текстильні фабрики, а також перша закордонна філія швейцарської шоколадної фабрики, відомої тепер як «Milka».
У 1862 році була відкрита залізнична лінія з Базеля в Шопфгайм, а після того, як у 1899 році в Райнфельдені була побудована електростанція — залізницю було електрифіковано. Вона стала одною з перших електрифікованих залізниць у Німеччині.
Центр міста збудований за планом: Вулиця-Площа-Символ. На кожній площі встановлюється своя скульптура чи фонтан. Станом на 2010 рік загалом було встановлено 22 скульптури.

## Відомі люди
Оттмар Гітцфельд — один з найвідоміших футбольних тренерів Німеччини.

## Міста-побратими
| Країна    | Місто      | З року |
| --------- | ---------- | ------ |
| Франція   | Сан        | 1966   |
| Італія    | Сенігаллія | 1986   |
| Німеччина | Меране     | 1990   |
| Україна   | Вишгород   | 2001   |
| Англія    | Честер     | 2002   |
| Туреччина | Едірне     | 2005   |

## Галерея
|                |
| Панорама міста |

|                |
| Замок Роттельн |

|                      |
| Церква Св. Фрідоліна |

|               |
| Міська ратуша |

|                     |
| Стара ринкова площа |

|                                       |
| Пам'ятник поету Йоганну Петеру Гебелю |